# Vanuatubasis
Vanuatubasis is een geslacht van libellen (Odonata) uit de familie van de waterjuffers (Coenagrionidae).

## Soorten
Vanuatubasis omvat 3 soorten:
- Vanuatubasis bidens (Kimmins, 1958)
- Vanuatubasis malekulana (Kimmins, 1936)
- Vanuatubasis santosensis Ober & Staniczek, 2009